# Вільгельм Васмус
Вільгельм Васмус (нім. Wilhelm Wassmuss або Waßmuß; 14 лютого 1880, Зальцгіттер або Олендорф — 29 листопада 1931, Берлін) — німецький дипломат, шпигун у роки Першої світової війни. Діяв у Південному Ірані.

## Початок кар'єри
Народився у містечку Олендорф поблизу Ганновера. відомостей щодо його родини та молодих роках практично немає. Після навчання поступив на службу до міністерства закордонних справ Німеччини у 1906 році. В цьому ж році його призначають віце-консулом на Мадагаскарі. Тут він працює до 1909 року. З 1909—1910 роках Вільгельм Васмус працює у консульстві в Бушері (Південний Іран). Проте з 1910 до 1913 року він знову працівник консульства Німеччини на Мадагаскарі. З 1913 року його остаточно призначають головою Німецького консульства в Бушері.

## Діяльність в Персії
Незабаром після свого повернення до Бушеру Васмус зарекомендував себе людиною, яка добре знає та поважає місцеві звичаї, що забезпечило йому авторитет серед впливових кіл Персії. Дізнавшись про це кайзер Німеччини Вільгельм II наказав підвищити Васмус зарплатню та збільшити кошти на пропаганду та представництво. В цей час, напередодні Першої Світової війни, тривало запекле суперництво за південні регіони Персії між Росією, Англією та Німеччиною. Для наведення порядку у нафтових провінціях була створена нейтральна жандармерія зі шведських військ. Васмус зумів налагодити гарні стосунки з керівництвом цієї військової структури, що дозволило йому активніши діяти у Перський затоці.
З початком війни англійські війська окупували південну Персію. Васмуса заарештували як небажаного та ворожого іноземця. Проте він зумів втекти, прихопивши 140 тисяч марок золотом. Вільгельм Васмус звернувся до племені кашкайців за допомогою. Ці племена були ворожі до центрального уряду Персії й відповідно до Росії й Великої Британії. Тому Васмус зміг перетягнути кашкайців на свій бік (до того ж маючі значні статки). Для зміцнення свого становища Васмус одружився з донькою Ахрама, одного з вождів племені кашкайців. Завдяки цієї підтримки Вільгельм Васмус розгорнув диверсійну та шпигунську роботу на узбережжі Перської затоки. Свої розвіданні дані він надсилав командувачу німецьких військ на Близькому Сході генералу Ліману фон Сандерсу. Васмус зміг створити розгалужену шпигунську мережу від Індії до Іраку, від Вірменії до Східної Африки. Діяльність його у 1915—1917 роках була настільки успішною, що на британських картах регіон Перської затоки було позначено червоним кольором, як особливо небезпечний та загрозливий для інтересів Великої Британії. Спочатку нагорода за Васмуса було у розмірі 3000 фунтів стерлінгів, потім у 1917 році зросла до 15000 фунтів стерлінгів. За свої успіхи Васмуса стали називати Васмус Перський.
Проте чим ближче було до 1918 року, тим становище Німеччини та її союзниці Османської імперії було все більш тяжким. Це у свою чергу позначилося на справах Вільгельма Васмуса, якому працювати приходилося все важче. Допомоги від німецького командування не було, гроші скінчилися. Тому Васмус спробував втекти, але не вдало. Його заарештували англійці та тримали у в'язниці до 1920 року.

## Останні роки
Після звільнення Вільгельм Васмус повертається до Німеччини. Тут виявилося, що він нікому не потрібен, а уряд відмовився від нього. Тоді у 1924 році Ввасмус знову повертається до Бушеру, де займається землеробством, купує велику ферму. Проте справи його йшли погано і він збанкрутував. Тому у 1931 році Вільгельм Васмус переїздить до Берліна, будучи вже хворою та морально зламаною людиною. Тут він й помер 29 листопада 1931 року.

## Links
1. 1 2 3 4  Чеська національна авторитетна база даних